# Samuel Barnett (Schauspieler)

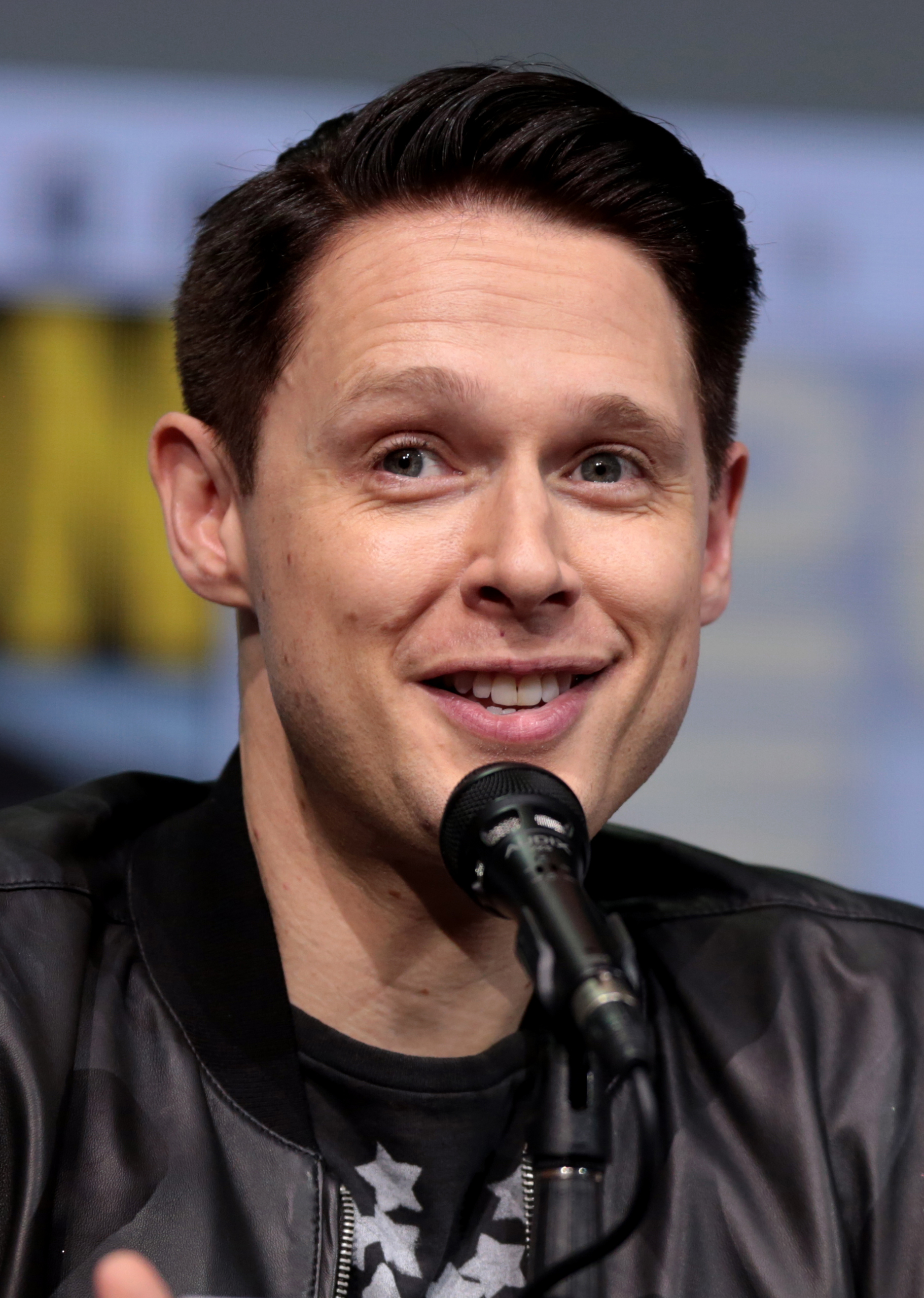
Samuel Barnett (2017)

Samuel Barnett (* 25. April 1980 in Whitby in North Yorkshire, England) ist ein englischer Schauspieler.

## Karriere
Er trat auf der Bühne, in Film, Fernsehen und Radio auf und wurde besonders durch Die History Boys – Fürs Leben lernen von Alan Bennett bekannt. 2009 spielte er John Everett Millais in der BBC-Serie Desperate Romantics und Joseph Severn in dem Film Bright Star. Seine weiteren Fernsehauftritte umfassen Rollen in der BBC-Komödie Twenty Twelve und im Showtime-Drama Penny Dreadful. Von 2016 bis 2017 spielte er die Hauptrolle des Dirk Gently in der BBC America-Adaption der Buchreihe Dirk Gentlys holistische Detektei.
Seine Theaterrollen waren vom 20. April bis 4. Juli 2010 im Nationaltheater London Women Beware Women von Thomas Middleton. Ab Juli 2012 war er die rein männliche Besetzung der Queen Elizabeth in Shakespeares Richard III. Am Globe Theatre in London spielte Barnett neben Mark Rylance in Twelfth Night. Diese Produktion wurde am 2. November 2012 in das Apollo Theatre im West End verlegt und lief dort für eine begrenzte Zeit. Sowohl Twelfth Night als auch Richard III. gingen 2013 an den Broadway und liefen dort bis Februar 2014 im Belasco Theatre. In den Broadway-Produktionen spielte Barnett seine Rolle als Elizabeth Woodville in Richard III.

## Auszeichnungen und Nominierungen
Barnett wurde für seine Rolle in der Hochzeit des Figaro im Jahr 2002 für Evening Standard Award als vielversprechendsten Newcomer nominiert. Er wurde Bester Newcomer & Bester Nebendarsteller in einem Stück bei den Theatregoers’ Choice Award für seine Arbeit an der Originalproduktion von The History Boys. Er war für den 29. jährlichen Olivier Award für die beste Leistung in einer Nebenrolle nominiert. Er gewann einen Drama Desk Award 2006 und wurde für einen Tony Award 2006 für seine Arbeit an der Broadway-Produktion nominiert.
2006 wurde Barnett für den British Independent Film Award für den vielversprechendsten Newcomer (On Screen) für seine Arbeit an der Filmversion von The History Boys nominiert.
Im Jahr 2014 erhielt Barnett eine Nominierung für einen Tony Award als bester Schauspieler in Twelfth Night.

## Privates
Barnett ist mit Adam Penford liiert.

## Filmografie (Auswahl)
- 2001: Coupling – Wer mit wem? (Coupling; Fernsehserie, Folge My Dinner in Hell)
- 2002: Inspector Lynley (The Inspector Lynley Mysteries, Fernsehserie, 1 Folge)
- 2002–2003: Strange (Fernsehserie, 7 Folgen)
- 2003: Doctors (Fernsehserie, 1 Folge)
- 2005: Lady Henderson präsentiert (Mrs Henderson Presents)
- 2006: Die History Boys – Fürs Leben lernen (The History Boys)
- 2008: John Adams – Freiheit für Amerika (John Adams; Fernseh-Miniserie, 4 Folgen)
- 2008–2009: Beautiful People (Fernsehserie, 12 Folgen)
- 2009: Bright Star
- 2009: Desperate Romantics (Fernsehserie, 6 Folgen)
- 2010: Agatha Christie’s Marple (Fernsehserie, 1 Folge)
- 2012: Twenty Twelve (Fernsehserie, 5 Folgen)
- 2015: Jupiter Ascending
- 2015: Vicious (Fernsehserie, Folge Flatmates)
- 2015: Not Safe for Work (Fernseh-Miniserie, 6 Folgen)
- 2015: The Lady in the Van
- 2016: Der junge Inspektor Morse (Endeavour; Fernsehserie, Folge Ride)
- 2016: Penny Dreadful (Fernsehserie, 7 Folgen)
- 2016–2017: Dirk Gentlys holistische Detektei (Dirk Gently’s Holistic Detective Agency; Fernsehserie, 18 Folgen)
- 2023: Die Fotografin (Lee)